# باداملو (مراغة)
باداملو هي قرية في مقاطعة مراغة، إيران. عدد سكان هذه القرية هو 74 في سنة 2006.